# Rentabilidad económica
La rentabilidad económica mide la tasa de devolución producida por un beneficio económico (anterior a los intereses y los impuestos) respecto al capital total, incluyendo todas las cantidades prestadas y el patrimonio neto (que sumados forman el activo total). Además es totalmente independiente de la estructura financiera de la empresa.

## Cálculo
La rentabilidad económica, R.E., (en inglés, Return on assets o ROA) se puede calcular con:
{\displaystyle R.E.={\frac {BAII\ econ{\acute {o}}mico}{Activo\ total}}}
Esta cifra expresa la capacidad que una empresa tiene para realizar con el activo que controla, sea propio o ajeno. Esto es, qué cantidad de dinero gana por cada unidad de dinero que tiene, independientemente de su política financiera y carga fiscal.

## Descomposición
Se suele interpretar este ratio como el rendimiento obtenido por una empresa por cada unidad monetaria invertida en la actividad. Se puede descomponer este ratio, mediante la introducción de las ventas en la expresión. 
{\displaystyle ROA={\frac {BAII}{Activo}}x{\frac {Ventas}{Ventas}}} {\displaystyle \Rightarrow } {\displaystyle ROA={\frac {BAII}{Ventas}}x{\frac {Ventas}{Activo}}={Margen}\times {Rotaci{\acute {o}}n}}

## Utilidad
La rentabilidad económica es útil para comparar empresas dentro del mismo sector, pero no para empresas en distintos sectores económicos (por ejemplo, siderurgia y comercio) ya que cada sector tiene necesidades distintas de capitalización.